# Catiguá
Catiguá est une municipalité brésilienne de l'État de São Paulo et de la Microrégion de Catanduva.

## Démographie
| Évolution de la population (municipalité) | Évolution de la population (municipalité) | Évolution de la population (municipalité) | Évolution de la population (municipalité) |
| Année                                     | Population                                |                                           | %±                                        |
| ----------------------------------------- | ----------------------------------------- | ----------------------------------------- | ----------------------------------------- |
| 1960                                      | 6 125                                     |                                           | —                                         |
| 1970                                      | 5 244                                     |                                           | −14,4%                                    |
| 1980                                      | 5 682                                     |                                           | 8,4%                                      |
| 1991                                      | 6 261                                     |                                           | 10,2%                                     |
| 2000                                      | 6 555                                     |                                           | 4,7%                                      |
| 2010                                      | 7 127                                     |                                           | 8,7%                                      |
| 2022                                      | 7 003                                     |                                           | −1,7%                                     |
| ,                                         |                                           |                                           |                                           |